# Distretto di Goyllarisquizga
Il distretto di Goyllarisquizga è uno degli otto distretti della provincia di Daniel Alcides Carrión, in Perù. Si trova nella regione di Pasco e si estende su una superficie di 23,17 chilometri quadrati.
Istituito il 27 novembre 1944, ha per capitale la città di Goyllarisquizga.